# Hermadion truncata
Hermadion truncata är en ringmaskart som först beskrevs av Moore 1902.  I den svenska databasen Dyntaxa används istället namnet Eunoe truncata. Enligt Catalogue of Life ingår Hermadion truncata i släktet Hermadion och familjen Polynoidae, men enligt Dyntaxa är tillhörigheten istället släktet Eunoe och familjen Polynoidae. Arten har ej påträffats i Sverige. Inga underarter finns listade i Catalogue of Life.